# Masku å
Masku å (fi: Maskunjoki) är ett vattendrag i Finland.   Det ligger i kommunen Masku i landskapet Egentliga Finland, i den sydvästra delen av landet, 160 km väster om huvudstaden Helsingfors.
Masku å är den största bifloden av ån Hirvijoki. Masku å mynnar i Hirvijoki cirka en kilometer innan Hirvijoki mynnar i Skärgårdshavet.